# Aenictus spathifer
Aenictus spathifer é uma espécie de formiga do gênero Aenictus.